# 2009 à Terre-Neuve-et-Labrador
Chronologie de Terre-Neuve-et-Labrador
- 2005
- 2006
- 2007
- 2008
- 2009
- 2010
- 2011
- 2012
- 2013

Cette page concerne des événements d'actualité survenus en 2009 dans la province canadienne de Terre-Neuve-et-Labrador.

## Politique
- Premier ministre : Danny Williams
- Chef de l'Opposition :
- Lieutenant-gouverneur :
- Législature :

## Événements
- 12 mars 2009 : un hélicoptère Sikorsky S-92 avec 18 personnes à bord, qui transportait du personnel de plateforme de forage pétrolier « Hibernia », s'est abîmé dans l'océan Atlantique, à 47 milles au sud-est de Saint-Jean-de-Terre-Neuve, dans une mer agitée, après avoir signalé une pression d'huile à zéro dans la boîte de transmission principale. Une seule personne a survécu au crash.